# Vihkimäsaari
Vihkimäsaari är en ö i Finland. Den ligger i sjön Päijänne och i kommunen Jämsä i landskapet Mellersta Finland, i den södra delen av landet, 190 km norr om huvudstaden Helsingfors. Öns area är 3,8 hektar och dess största längd är 270 meter i nord-sydlig riktning.